# Frauendorf (Frohburg)
Frauendorf ist ein Ortsteil der Stadt Frohburg im Landkreis Leipzig (Freistaat Sachsen). Er wurde am 1. Januar 1999 eingemeindet. Zur Ortschaft Frauendorf gehört der 1934 eingemeindete Nachbarort Hermsdorf.

## Geografie

### Geografische Lage und Verkehr

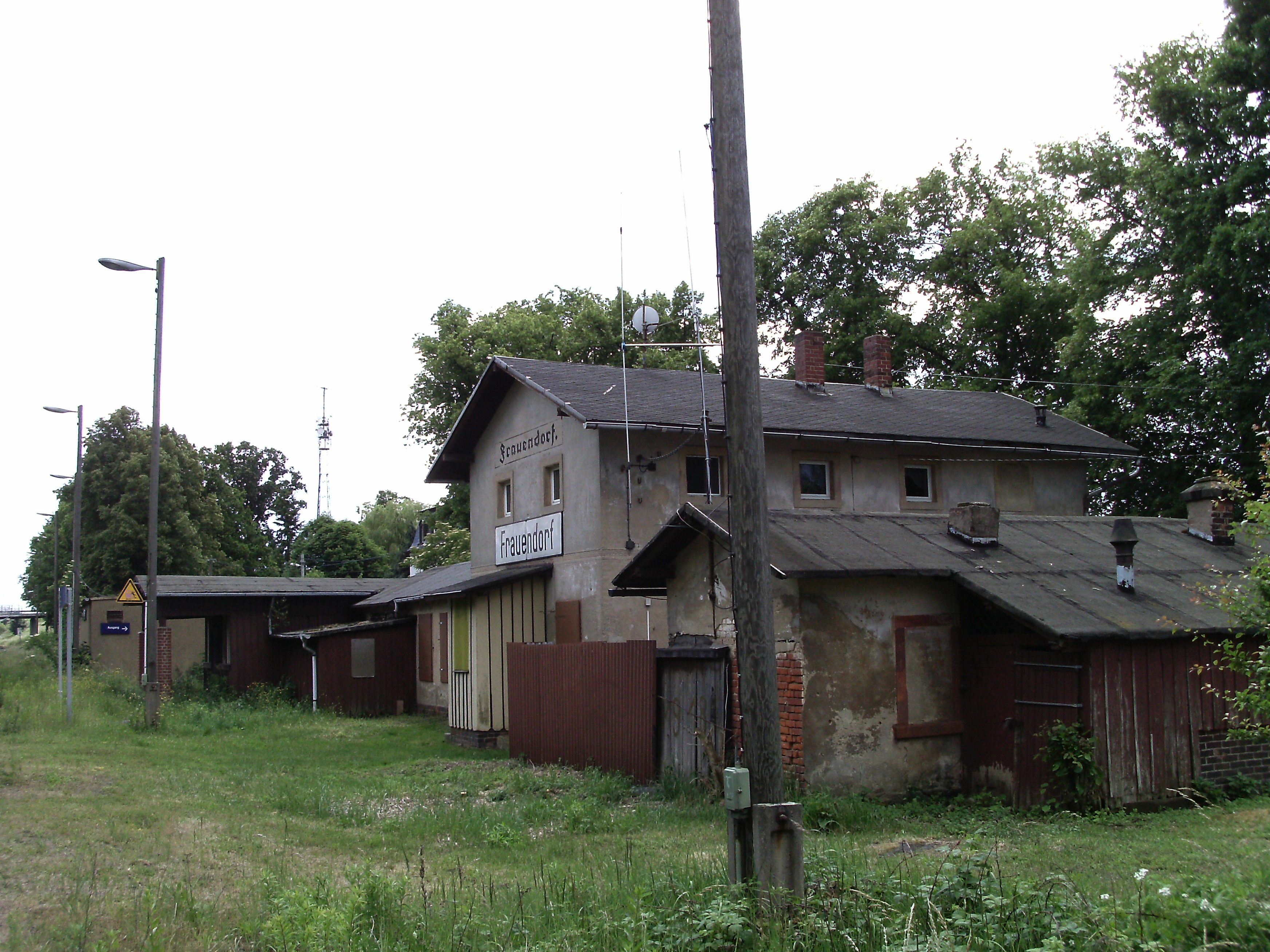
Ehemaliger Bahnhof Frauendorf

Frauendorf und Hermsdorf liegen im Kohrener Land zwischen Frohburg im Westen und Geithain im Südosten. Die Eula trennt Frauendorf vom östlich gelegenen Hermsdorf. Südwestlich von Frauendorf verläuft die Bundesautobahn 72. Jenseits der Autobahn befindet sich der aufgelassene Bahnhof Frauendorf (Sachs) an der Bahnstrecke Neukieritzsch–Chemnitz, der zwischen 1876 und 2004 in Betrieb war.

### Nachbarorte
|             | Prießnitz                                   | Frankenhain      |
| Greifenhain | Kompassrose, die auf Nachbargemeinden zeigt |                  |
|             | Roda                                        | Niedergräfenhain |

## Geschichte

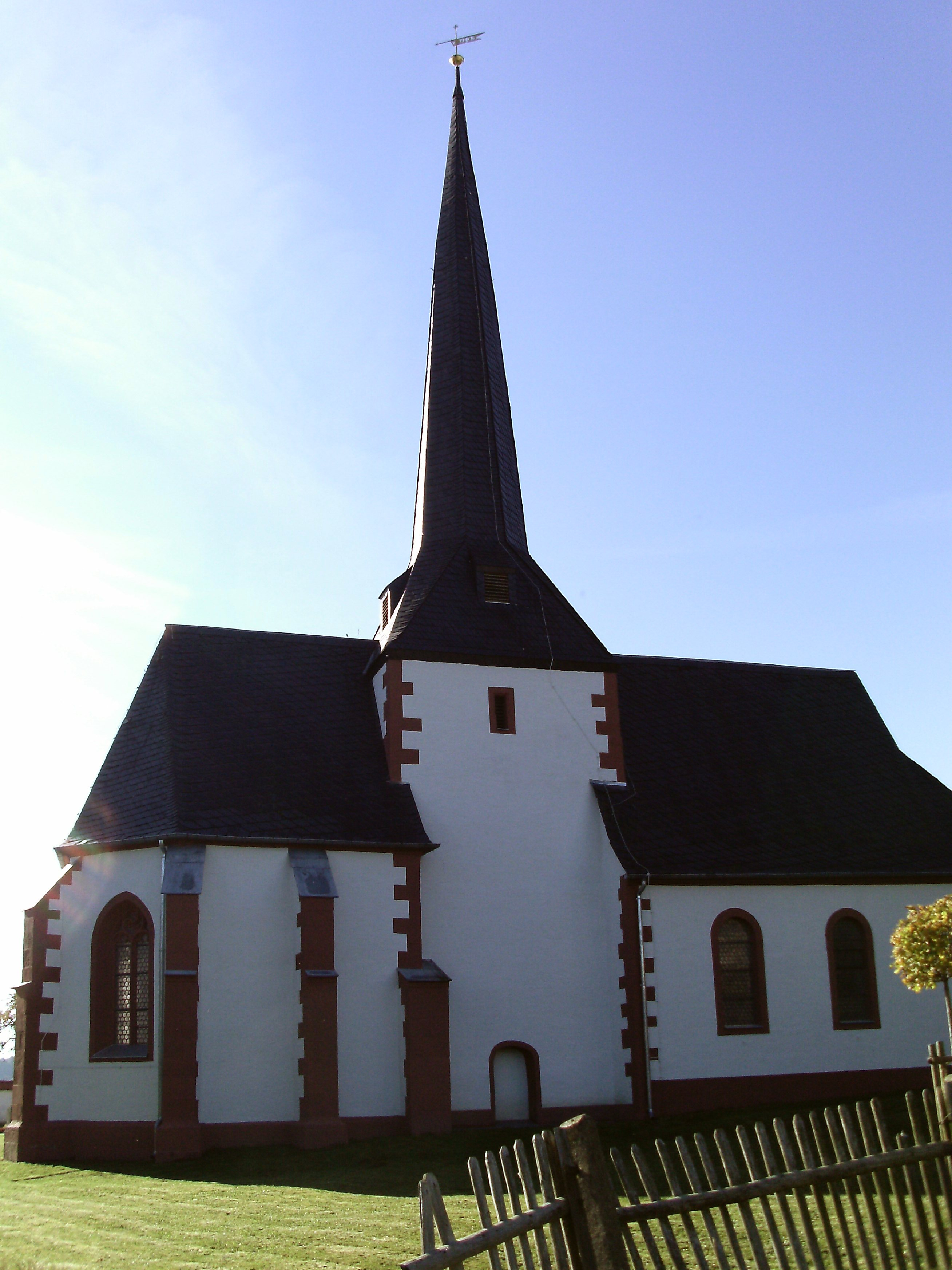
Kirche Frauendorf

### Frauendorf
Der Ortsname von Frauendorf soll, wie auch der Name des ebenfalls Frohburger Ortsteils Bubendorf, in Verbindung mit der im benachbarten Nenkersdorf befindlichen Wallfahrtskirche stehen. 1350 ist der Ortsname „Vrowindorf“ bzw. „Frowendorf“ belegt, ab 1391 „Frauendorf“. Der Ort bildete bis 1856 eine Enklave im kursächsischen bzw. königlich-sächsischen Amt Borna, die anteilig zu den Ämtern Colditz und Rochlitz gehörte. Während der Colditzer Anteil von Frauendorf bezüglich der Grundherrschaft Amtsdorf war, unterstand der Rochlitzer Anteil der Gerichtsbarkeit des Ritterguts Königsfeld.

### Hermsdorf
Hermsdorf wurde 1350 als „Hermansdorf“ erwähnt. Wie die Nachbarorte Ober- und Niederfrankenhain war der Ort bis 1856 zwischen den Ämtern Rochlitz und Borna geteilt. Der Rochlitzer Anteil gehörte wie der Rochlitzer Anteil von Frauendorf zur Gerichtsbarkeit des Ritterguts Königsfeld. Der Bornaer Anteil stand 1551 unter der Gerichtsbarkeit des Ritterguts Wolftitz, um 1764 unter der Grundherrschaft des Ritterguts Syhra. Bis 1901 war Hermsdorf nach Oberfrankenhain gepfarrt, seitdem nach Frauendorf.

### Gemeinsame Geschichte
Frauendorf und Hermsdorf gehörten ab 1856 zum Gerichtsamt Frohburg und ab 1875 zur Amtshauptmannschaft Borna. Am 1. Juni 1876 erhielt Frauendorf eine Bahnstation an der Bahnstrecke Neukieritzsch–Chemnitz, welche im Jahr 2004 aufgelassen wurde.
Am 1. April 1934 wurde Hermsdorf nach Frauendorf eingemeindet. Bei der zweiten Kreisreform der DDR im Jahr 1952 wurde Frauendorf mit seinem Ortsteil Hermsdorf dem Kreis Geithain im Bezirk Leipzig zugeordnet, der 1994 im Landkreis Leipziger Land und 2008 im Landkreis Leipzig aufging. Die Eingemeindung von Frauendorf nach Frohburg erfolgte am 1. Januar 1999. Der Ort machte nicht von der Möglichkeit Gebrauch, einen Ortschaftsrat zu bilden.